# Jules Koundé
Jules Olivier Koundé (* 12. November 1998 in Paris) ist ein französischer Fußballspieler, der seit 2022 für den FC Barcelona auf der Position des Rechtsverteidiger spielt.

## Karriere

### Verein
Zwischen 2004 und 2013 spielte Jules Koundé in den Jugendmannschaften Fraternelle de Landiras, Olympique de Cérons und La Brède. Drauf wechselte er in die Jugendmannschaft von Girondins Bordeaux. Im 2016 wurde er in die B Mannschaft des Clubs berufen.
Koundé gab sein Pflichtspieldebüt für Bordeaux am 7. Januar 2018 im Sechzehntelfinale der Coupe de France 2017/18 beim 2:1-Sieg über den US Granville. Dabei spielte er die 90 Minuten der regulären Spielzeit und die 30 Minuten der Verlängerung. Er debütierte am 13. Januar 2018 in der Ligue 1 beim 1:0-Sieg im Auswärtsspiel gegen den ES Troyes AC. Am 10. Februar 2018 erzielte Koundé sein erstes Tor in der Ligue 1 beim 3:2-Sieg im Heimspiel gegen den SC Amiens.
Zu Beginn der Saison 2019/20 unterschrieb er einen Vertrag mit dem FC Sevilla. Mit Sevilla konnte er 2019/20 die Europa League gewinnen, wobei Koundé beim 3:2-Sieg im Finale gegen Inter Mailand in der Startelf stand. Er wurde in das Europa League Team der Saison aufgenommen.
Nach 95 Ligaspielen für Sevilla wechselte Koundé zur Saison 2022/23 zum FC Barcelona. Er unterschrieb einen Vertrag bis zum 30. Juni 2027, der eine Ausstiegsklausel in Höhe von einer Milliarde Euro enthält. In seiner Debütsaison wurde Koundé spanischer Meister, wobei er in 29 Ligaspielen für Barca zum Einsatz kam und 28-mal in der Startelf stand.
Am 26. April 2025 erzielte Koundé das entscheidende Tor in der Verlängerung zum 3:2-Endspielsieg gegen Real Madrid, welches Barcelona den Titel in der Copa del Rey sicherte.

### Nationalmannschaft
Koundé debütierte 2018 für die U20-Nationalmannschaft Frankreichs. Aufgrund seiner Abstammung wäre er auch für die Nationalmannschaft des Benin spielberechtigt gewesen.
Bei der Europameisterschaft 2021 gelangte er mit der französischen Auswahl bis ins Achtelfinale, in dem sie gegen die Nationalmannschaft der Schweiz mit 4:5 im Elfmeterschießen ausschied. Bei der Fußball-Weltmeisterschaft 2022 in Katar erreichte er das Endspiel gegen Argentinien, das wiederum in einem Elfmeterschießen verloren wurde. Koundé stand im Finale in der Startelf. Bei der in Deutschland ausgetragenen Europameisterschaft 2024 gelangten die Franzosen bis ins Halbfinale, welches mit 1:2 gegen Spanien verloren wurde.

## Erfolge
Nationalmannschaft
- UEFA-Nations-League-Sieger: 2021

Verein
FC Sevilla
- Europa-League-Sieger: 2020

FC Barcelona
- Spanischer Meister (2): 2023, 2025
- Spanischer Pokalsieger: 2025
- Spanischer Supercupsieger (2): 2023, 2025

## Privates
Jules Koundé ist Französisch-Beninischer Herkunft. Nachdem sein Vater die Familie verlassen hatte, zog er mit seiner Mutter nach Landiras. Sein Onkel spielte für die Fussballnationalmannschaft von Togo. Nach der ersten Runde der Parlamentswahl in Frankreich  2024, sprach er sich gegen die rechte Partei Rassemblement National aus.